# 아울리스의 이피게네이아

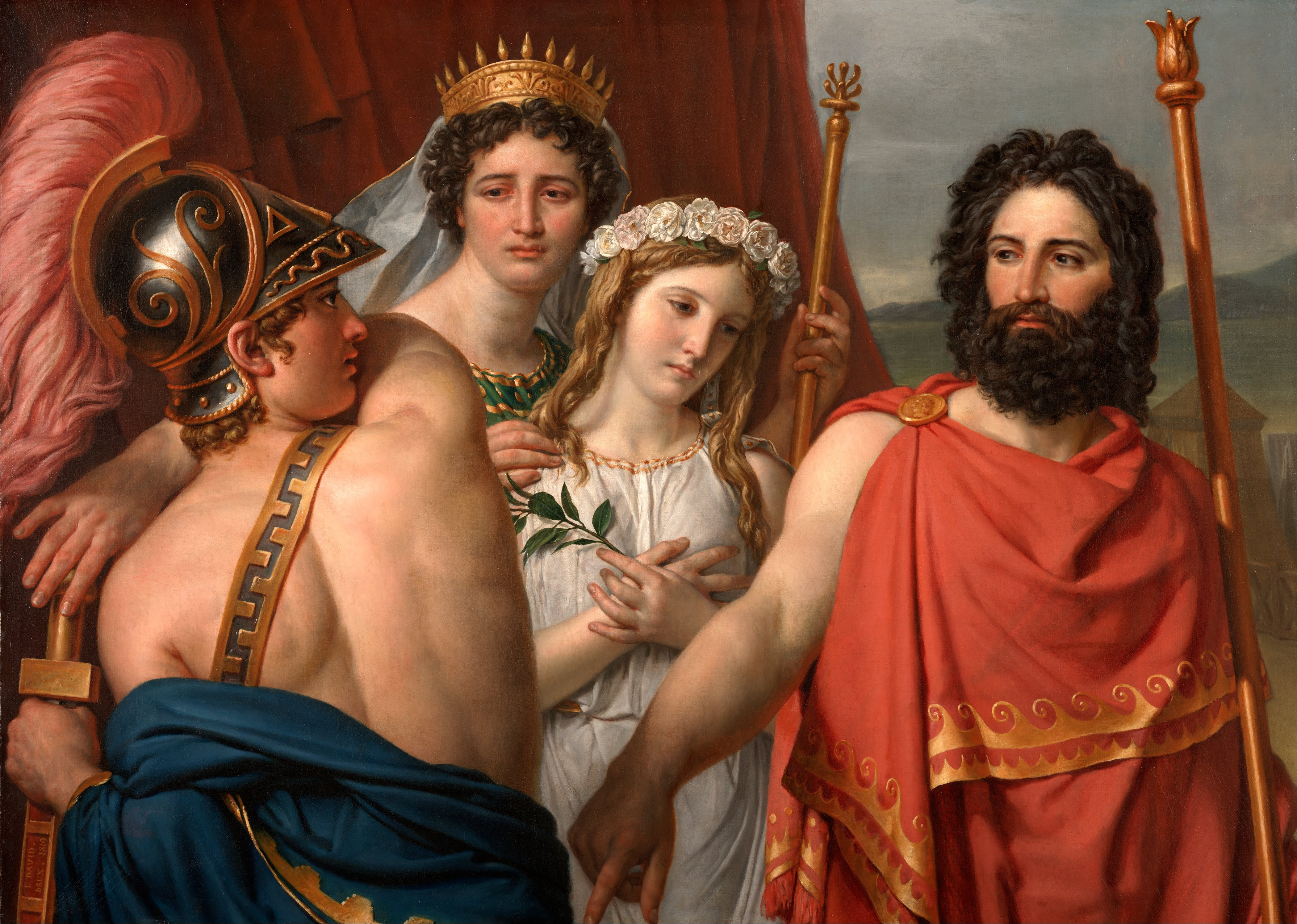

《아울리스의 이피게네이아》(고대 그리스어: Ἰφιγένεια ἐν Αὐλίδι, Iphigeneia en Aulidi)는 에우리피데스가 쓴 고대 그리스 비극 작품이다. 그리스 연합군 총사령관 아가멤논에게 딸을 제물로 바쳐야만 바닷길이 열려 트로이로 향할 수 있으리라는 신탁이 떨어진다. 이를 두고 아가멤논은 아내, 형제, 동료 그리고 아버지로서 자기 자신과 대립한다. 그런 와중에 죽을 것을 알고도 의연하고 담담하게 신전으로 향하는 이피게네이아의 희생정신이 빛을 발한다.

## 개요
에우리피데스가 마케도니아에 머물던 기원전 408년과 406년 사이에 쓴 4개의 작품 중 하나이다. 4개 중 《아울리스의 이피게네이아》와 《박코스 여신도들》만이 현재까지 남아 있다.

## 줄거리
그리스 연합군이 트로이 원정을 결의하고 아울리스 항구에 속속 도착한다. 하지만 아울리스 항구에는 2년째 바람 한 점 없어 배가 전혀 나아가질 않는다. 고민에 빠진 그리스군 총사령관 아가멤논에게 신탁이 떨어진다. 이피게네이아를 제물로 바치라는 것. 아가멤논은 대의를 좇아 딸을 제물로 바칠지를 두고 깊은 고민에 빠진다. 이피게네이아를 아울리스로 불러들일 편지를 썼다 지웠다 반복하며 갈등하는 아가멤논에게 메넬라오스는 온갖 비난을 퍼붓는다. 우여곡절 끝에 이피게네이아는 어머니 클리타임네스트라와 함께 아울리스 항구에 도착한다. 모두 앞에서 신탁의 내용이 공개되고, 딸을 구하려는 클리타임네스트라와 대의를 위한 희생이 불가피하다고 사정하는 아가멤논 사이에 갈등이 고조된다. 이피게네이아는 모두를 진정시키며 의연하고 담담하게 스스로 신전을 향한다. 마침내 아울리스 항구에 기다리던 순풍이 불기 시작하고, 그리스군은 출정을 준비한다.

## 유산
이피게네이아의 희생은 여러 예술가들에게 영감을 불어넣었다. 에우리피데스가 두 편의 비극 ≪아울리스의 이피게네이아≫, ≪타우리스의 이피게네이아≫에서 이피게네이아 이야기를 쓴 뒤로 라신과 괴테도 그녀를 소재로 한 극을 선보였으며 여러 미술가들이 그녀를 화폭에 담았다. 이처럼 예술가들이 이피게네이아에게 매료된 것은 삶과 죽음 앞에서 그녀가 보여 준 의연함과 그녀의 고결한 성품 때문이다. 딸을 제물 삼는 비정한 아버지조차 용서하고 포용한 그녀의 숭고한 희생은 종교적 경외심마저 자아낸다.

## 등장 인물
- 아가멤논 - 미케네 왕, 그리스군 총사령관
- 아가멤논의 늙은 하인
- 코러스 - 킬키스의 여인들
- 메넬라오스 - 아가멤논의 동생, 스파르타 왕
- 사자1
- 사자2
- 클뤼타임네스트라 - 아가멤논의 아내
- 이피게네이아 - 아가멤논의 딸
- 아킬레우스 - 미르미도네스군의 장군